# Упряж

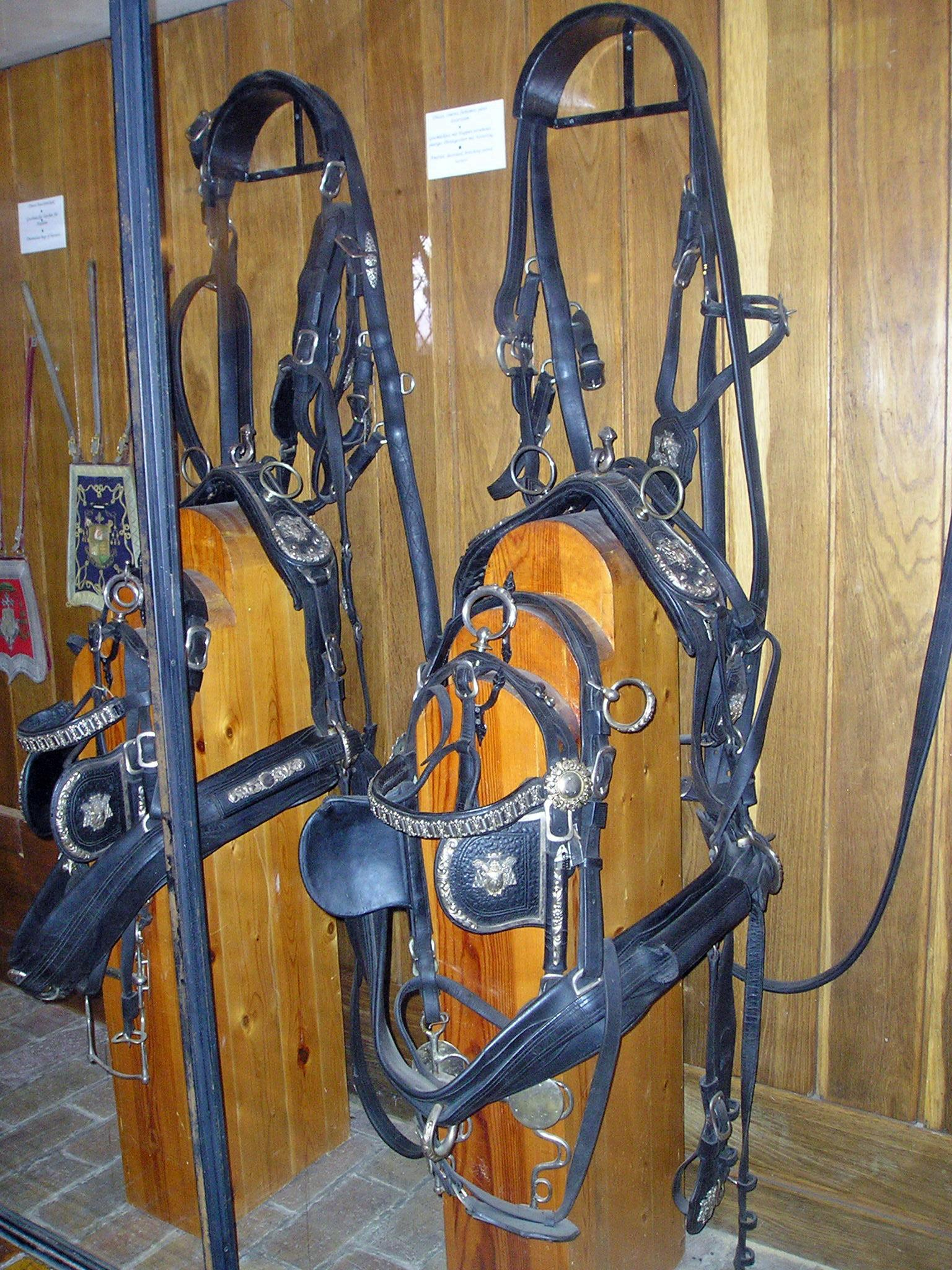
Шлеї

У́пряж — сукупність предметів для запрягання коней, волів, оленів та інших тварин, а також спосіб запрягання.
Від упряжі слід відрізняти збрую, що є більш загальним терміном і яка охоплює як приладдя для запрягання, так і для сідлання коней та інших тварин (для верхової їзди, чи використання як в'ючних тварин).
Упряж складається з деталей, що безпосередньо сприймають зусилля коня: хомута (іноді шорки), наритників (шлеї), сіделки; елементів, що передають зусилля коня на транспортний засіб: посторонки, гужі (у дуговому запрягу); для правування конем слугують віжки; для скріплення упряжі в запрягу й частково для передавання сили — черезсіделок з підчеревником, нашильники, нагрудники, дуга.
Виготовленням шкіряних елементів упряжі займалися ремісники-лимарі.

## Різновиди запрягу

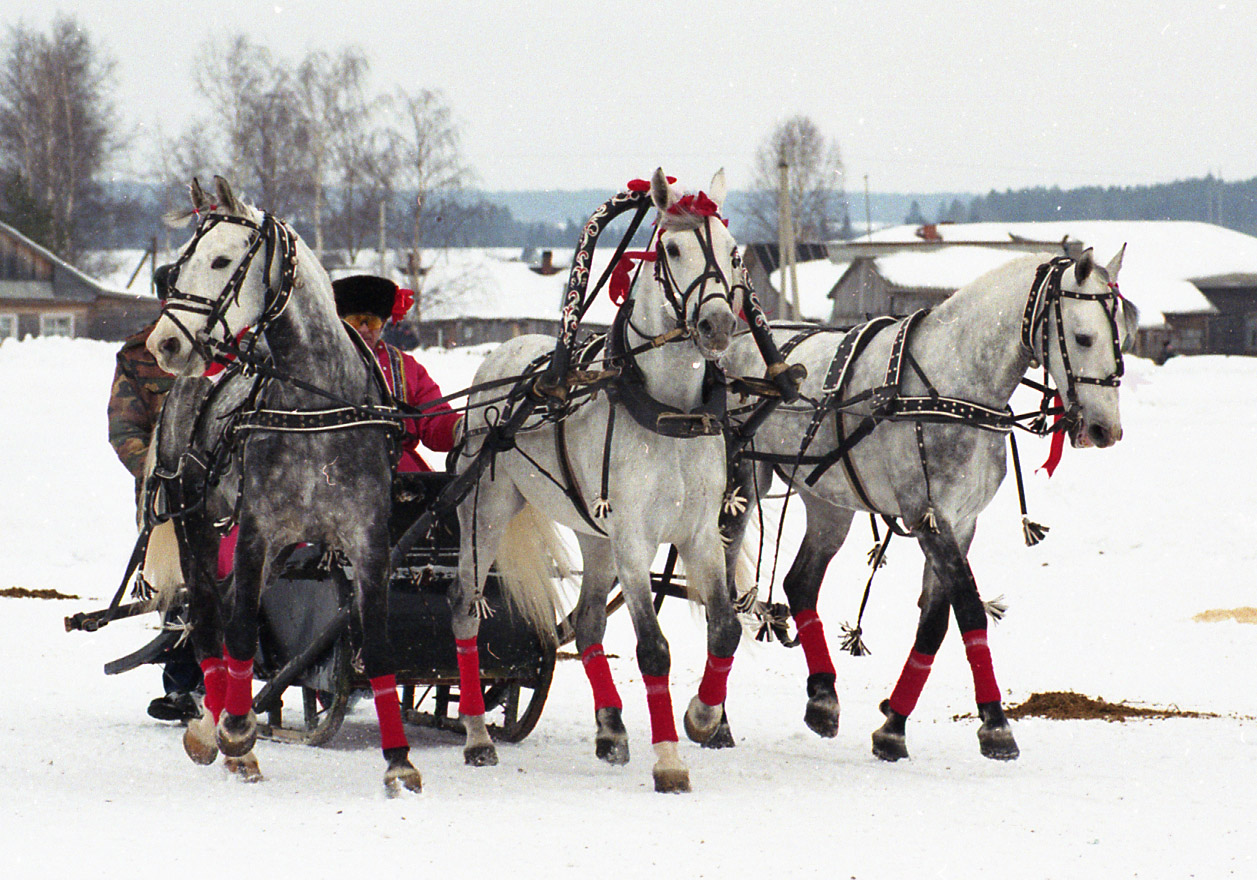
Трійка у голобельно-дуговому запрягу

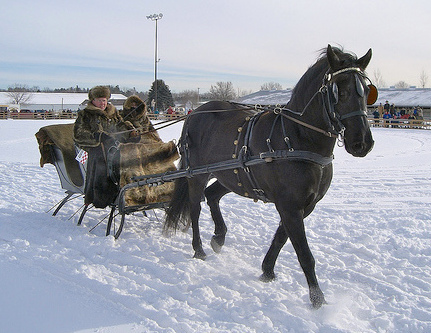
Голобельно-посторонковий запряг з шоркою (шлеєю)

За призначенням запряги поділяють на транспортні, сільськогосподарські й виїзні.
Залежно від використовуваної упряжі запряги поділяють на:
- Голобельно-дуговий («російський»)
- Голобельно-посторонковий («англійський»)
- Посторонково-дишловий (різновид — тачанковий запряг)
- Посторонковий
- Комбінований

### Голобельно-дуговий
Голобельно-дуговий запряг здійснюється за допомогою голобель. Це пара прямих чи злегка вигнутих жердин, які одним кінцем надівають на вісь повозки (чи кріплять до саней), а другим, як правило, кріплять до дуги. Дуга розпирає голоблі і прив'язується до хомута гужами. Голобельно-дуговий запряг буває одиночним, парним і трійковим. У разі парного і трійкового запрягу кінь у голоблях йменується корінником, а інші — підпряжними (пристяжними). Підпряжних кріплять посторонками до орчиків (які інакше зовуться барками), у свою чергу, приєднаних до стельваги чи до бокових поворотних кронштейнів (на російській тройці).

### Голобельно-посторонковий
Голобельно-посторонковий (інакше англійський) запряг не використовує дугу: тяга здійснюється через посторонки, прикріплені до хомута. Голоблі слугують лише для поворотів і стримування повозки на спусках. Часто застосовують вкорочені голоблі, які кріплять не хомута, а до сіделки.
Для легких повозів можуть використовувати також шорковий (шлейний) запряг, де роль хомута виконує шорка (шлея).

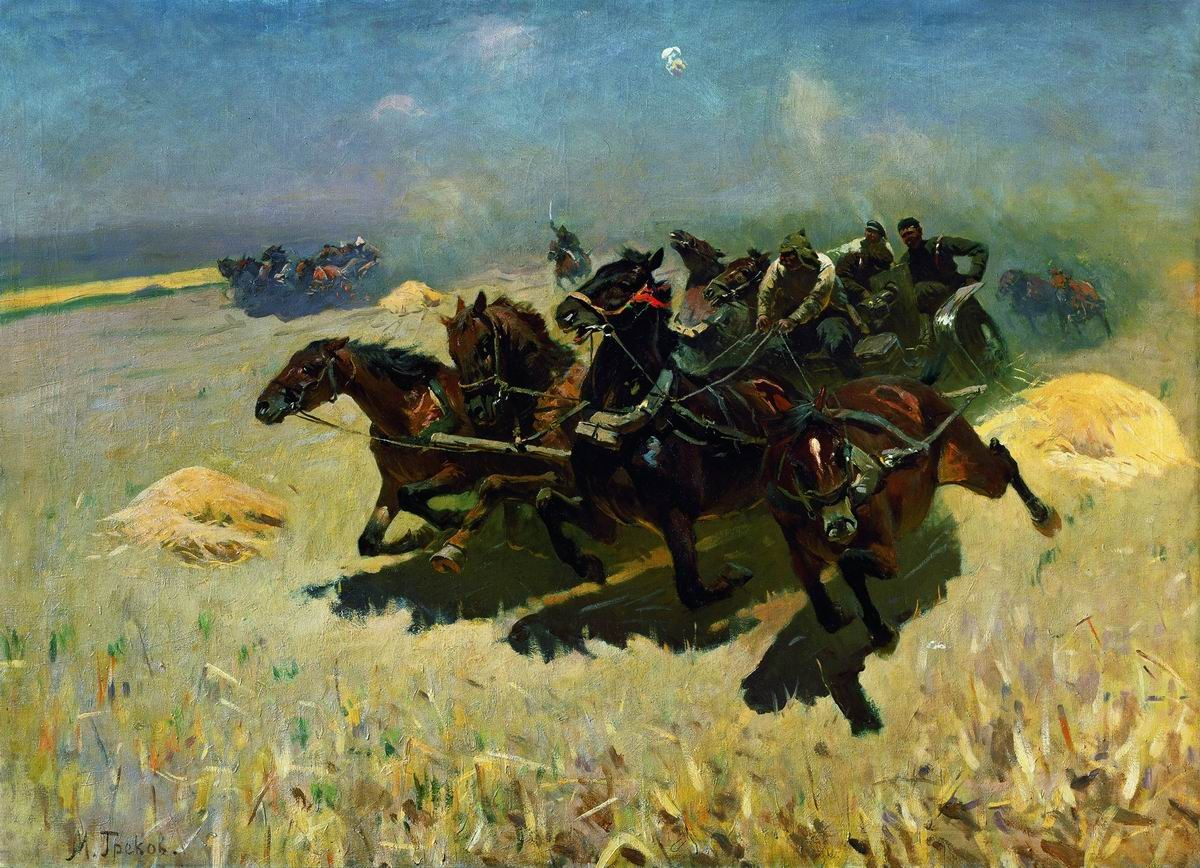
Тачанковий запряг на картині М. Б. Грекова «Тачанка». Між конями видно вершину дишла, а праворуч лівий кінець стельваги

### Посторонково-дишельний

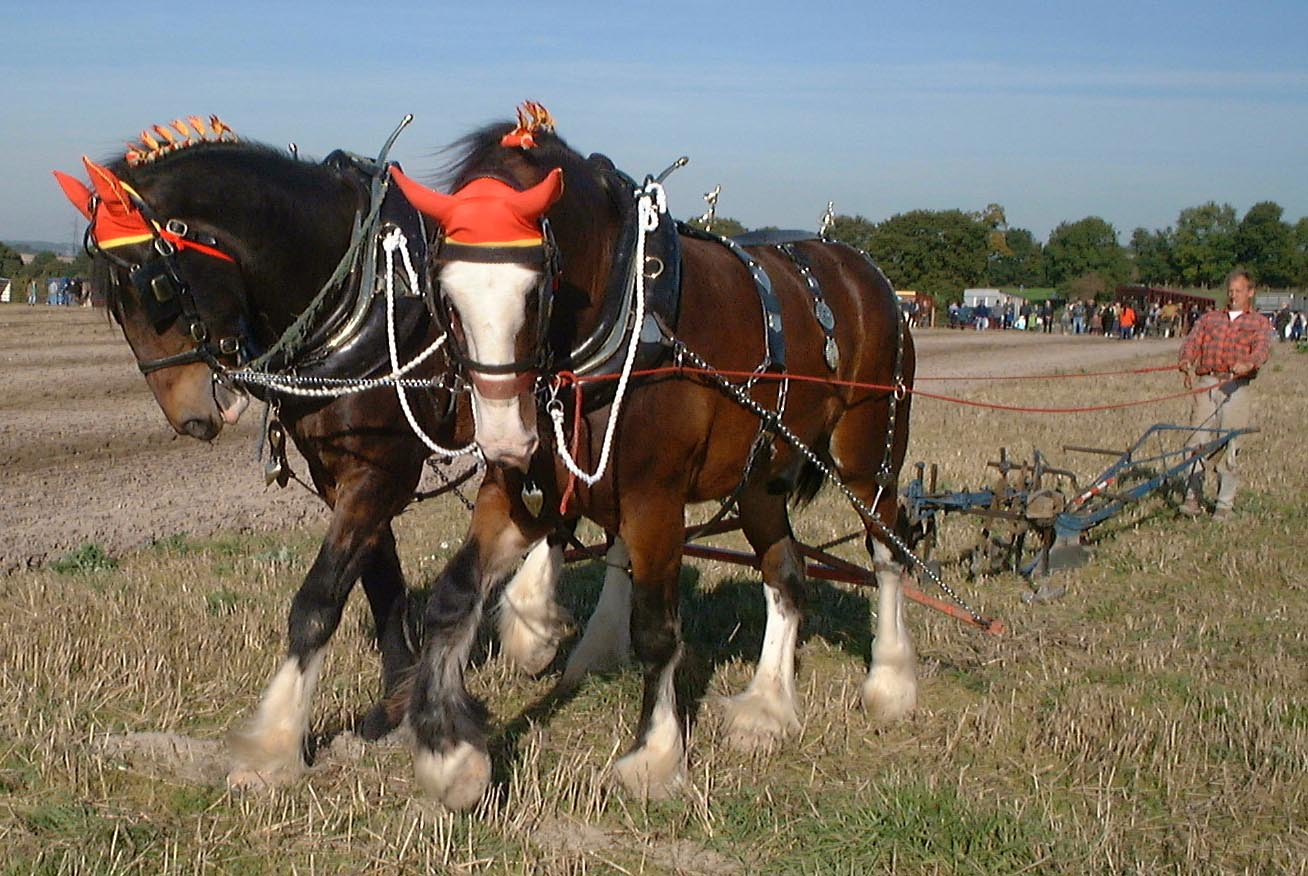
Посторонковий запряг з хомутом

Посторонково-дишельний запряг (посторонково-дишловий запряг) здійснюється за допомогою дишля (дишла) — одиночної голоблі в парній упряжі, яка розташовується між кіньми. Окоренок дишля приєднаний до передка (чи єдиної осі) повозки, вершина ж приєднана ременями-нашильниками до нагрудників. Дишель повертає передок і тягне за собою всю повозку. Тяга здійснюється зазвичай посторонками.
Різновидом посторонково-дишельного запрягу є тачанковий запряг (у Стародавній Греції звався квадрига). Він здійснюється запряганням четвіркою у ряд, де середні коні (корінники, дишельні) прив'язуються до дишла і до стельваги, а крайні — тільки до стельваги. Назву «тачанкового» цей вид запрягу отримав через те, що у Новітній час його використовували для тачанок.

### Посторонковий
Посторонковий запряг — найпростіший з усіх видів запрягання. Він здійснюється одними посторонками, що з'єднують хомут зі стельвагою (орчиком). Цей спосіб не дозволяє стримувати повіз і через це його застосовують тільки на сільськогосподарчих роботах чи з повозами, обладнаними гальмом.

### Комбінований

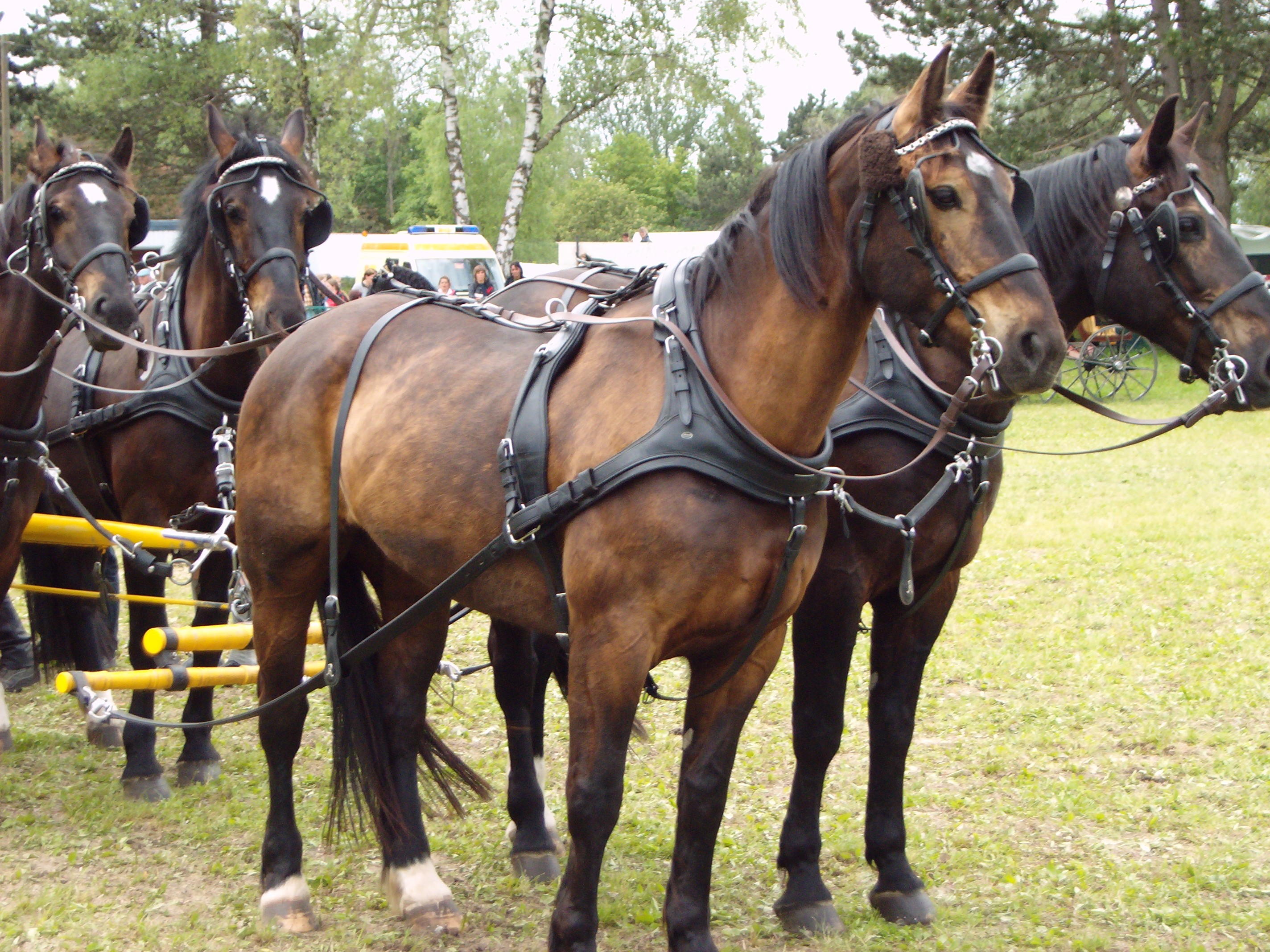
Чотири коні, запряжені цугом. Між корінниками (позаду) видно вершину дишла з виносною стельвагою

Комбінований запряг являє собою поєднання голобельного чи дишлового запрягу з посторонковим. Застосовується під час використовування значного числа тварин. Прикладом комбінованого запрягу є російська тройка: корінник йде в голоблях, підпряжні тягнуть за посторонки.

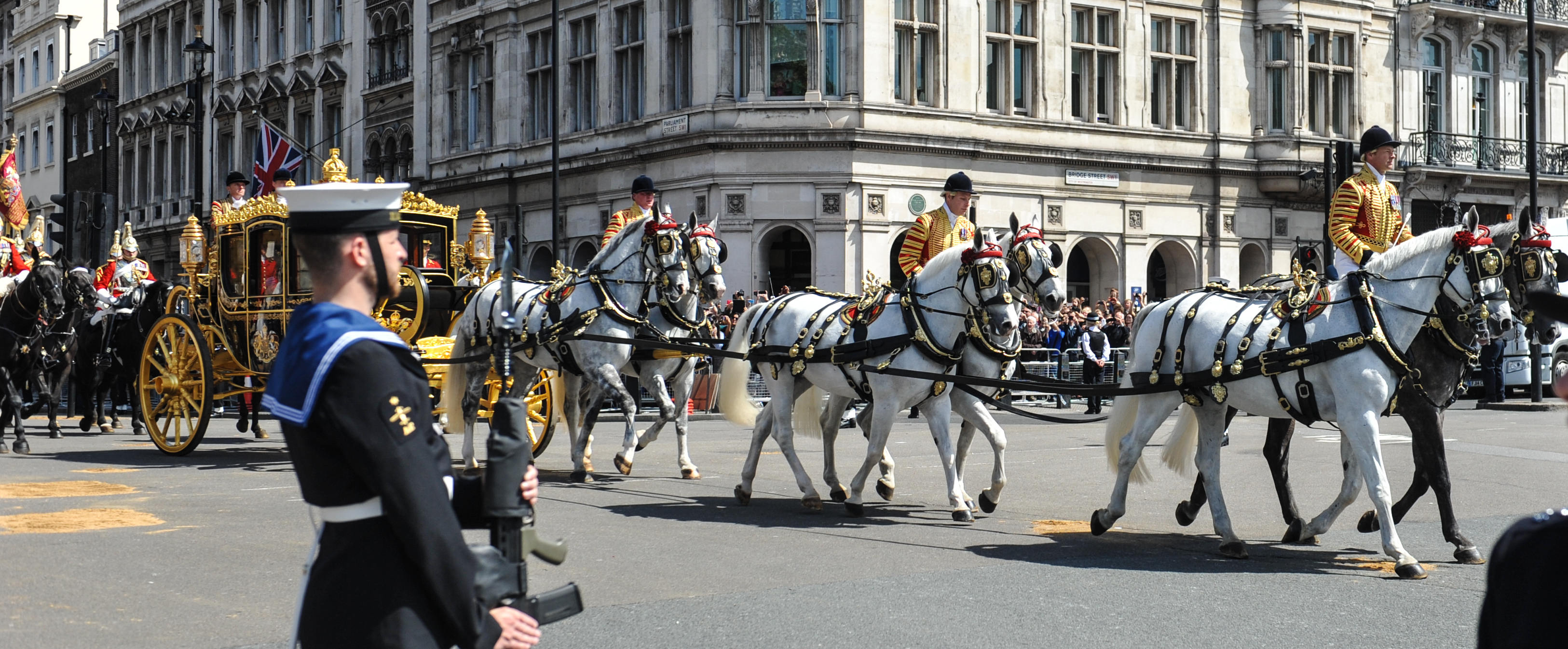
Форейтори на корінних і виносних конях цугового запрягу. Церемонія відкриття Парламенту, Лондон, 2015 р.

### Цуг
Цуг (від нім. Zug — «поїзд», «низка») або запряг впростяж (впротяж, встяж) — запряг, у якому коні йдуть низкою, один за одним, чи парами, також один за одним. При запряганні цугом пар коней використовують дишло, до якого кріплять одну чи дві пари (у разі понад шість коней) корінників. Інші коні, запряжені попереду, є підпряжними й зовуться виносними (передовими).
- Танде́м — запряг парою, при якому коні розташовані один за одним.
- Трійка цугом — три коні розташовані один за одним. Ставить високі вимоги до кваліфікації візника.
- Четверик цугом — дві пари розташовані одна за однією. До вершини дишля кріпиться додаткова стельвага (так звана «виносна»), до барків якої прив'язуються посторонки виносних коней. На лівих конях можуть розташовуватися форейтори.
- Шестерик, шестерня, шістка — розташовані одна за однією три пари. Перша пара виносних тягне за посторонки, прикріплені до виносної стельваги, 2-га пара виносних — за посторонки, прикріплені до посторонків першої пари. Також може використовуватися складений дишель з корінної і виносної частин, у цьому разі посторонки 2-ї пари виносних кріплять до барків другої виносної стельваги, закріпленої на вершині виносної частини дишля. На лівих конях розташовуються форейтори.
- Цуг з більшою кількостю коней — застосовується дуже рідко, бо збільшення числа виносних коней утруднює дружну роботу тварин і управління ними. Цугові запряжки з 10 і 13 коней колись використовувалися для перевезення облогових гармат. При цьому перший ряд складався з чотирьох тварин (двох у дишлі і двох підпряжних), наступні 2-3 ряди — з трьох виносних. Виносні коні управлялися форейторами, а перша четвірка — віжками з передка.

## Верхова збруя
Верхова збруя — сукупність всіх предметів і приладдя для сідлання коней, верхової їзди. Складається з двох основних груп елементів: сідла з кріпленнями і вуздечки.

## Запряг інших тварин

### Оленяча і собача упряжка
Згідно зі словником Даля, оленяча упряж нарт складається з таких елементів: шкіряної петлі чи шлейки на шиї, від якої йде одиночний посторонок (еса), пропущений між передніми ногами оленя і прикріплений до барка (чурки). В оленячому запрягу 3-4 тварини, крайній ліворуч чи передній є вожаком і пущений на чверть корпусу вперед, до його рогів прикріплена віжка (уткел, метыне). Погонич нарт називається каю́р, при управлінні запряжкою він використовує довгу жердину — хоре́й. Самець може тягнути 120 кг (8 пудів) кладі, самиця — 100 кг (6 пудів). Собача упряжка аналогічна оленячій, віжки відсутні.

### Запряг волів
Для запрягу волів використовують парне ярмо (відоме про застосування й одиночного ярма), до верхньої частини якого кріпиться дишель-війя, який передає тягове зусилля. Рідше замість війя використовуються голоблі або посторонки.
При запрягу кількох пар волів цугом їхні ярма з'єднувалися жердинами-дві́йлами.

## Термінологія

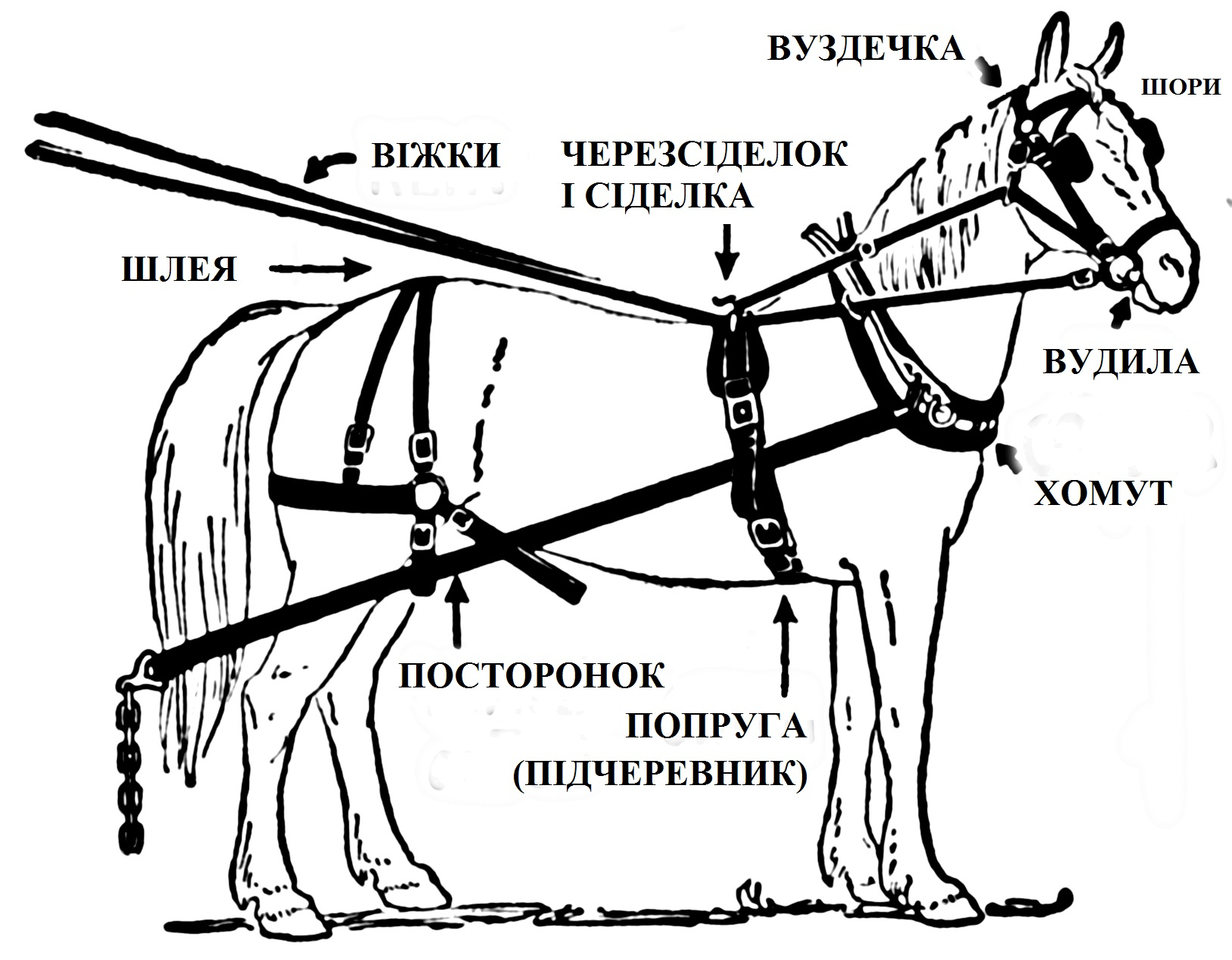
Складові кінської упряжі

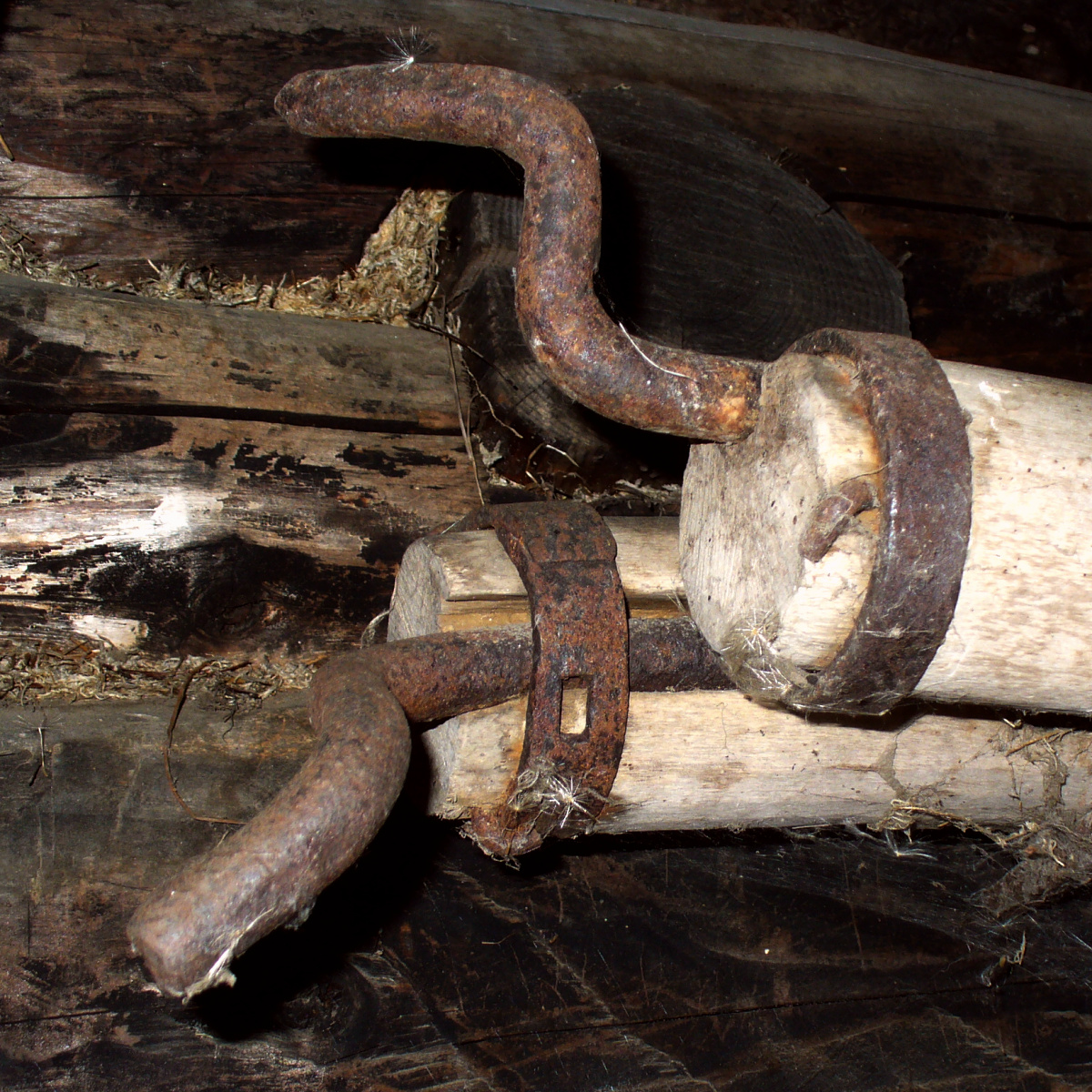
Голоблі для саней. Гаки для кріплення до передка. Вітебська область

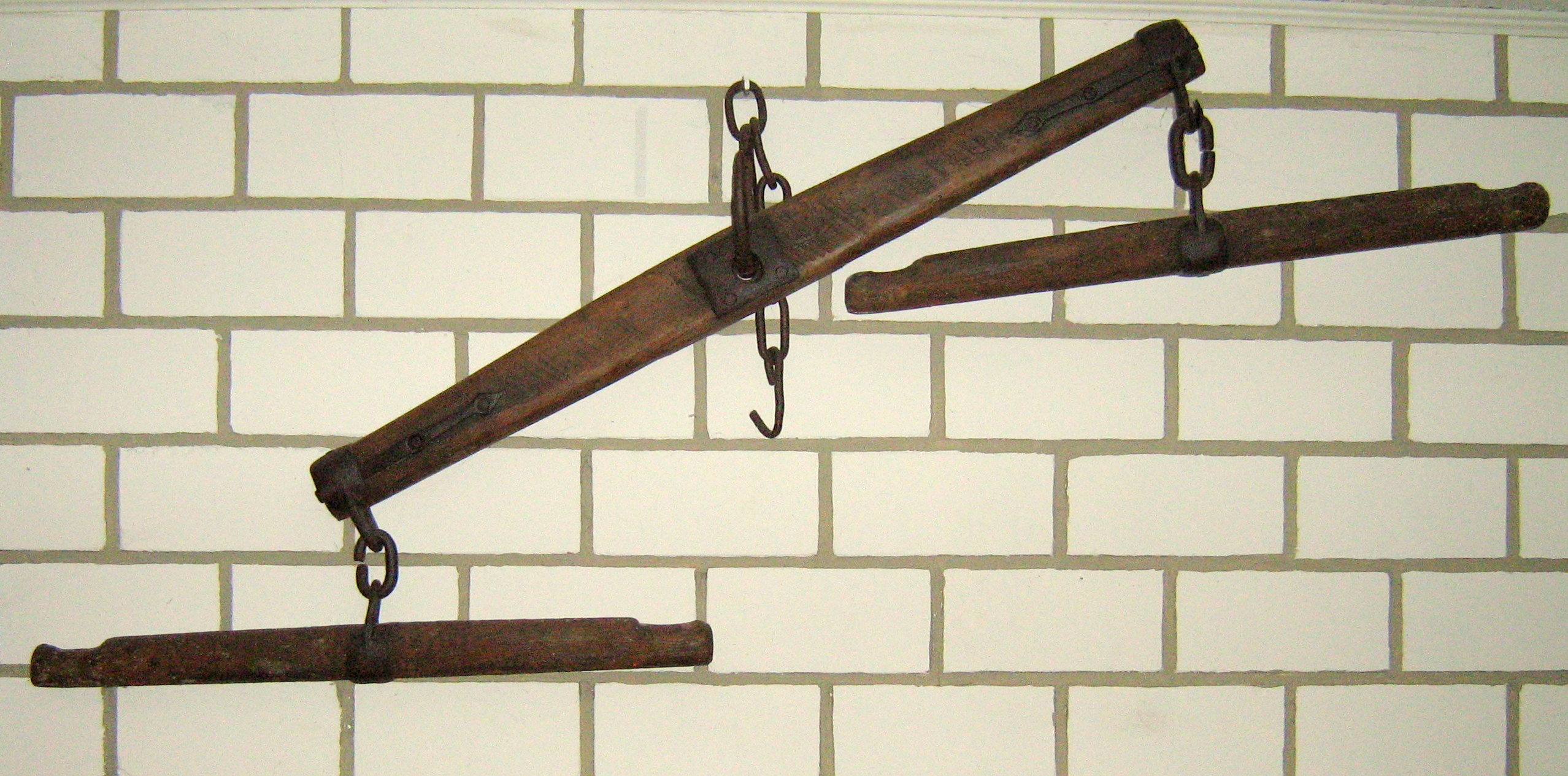
Стельвага з барками (орчиками)

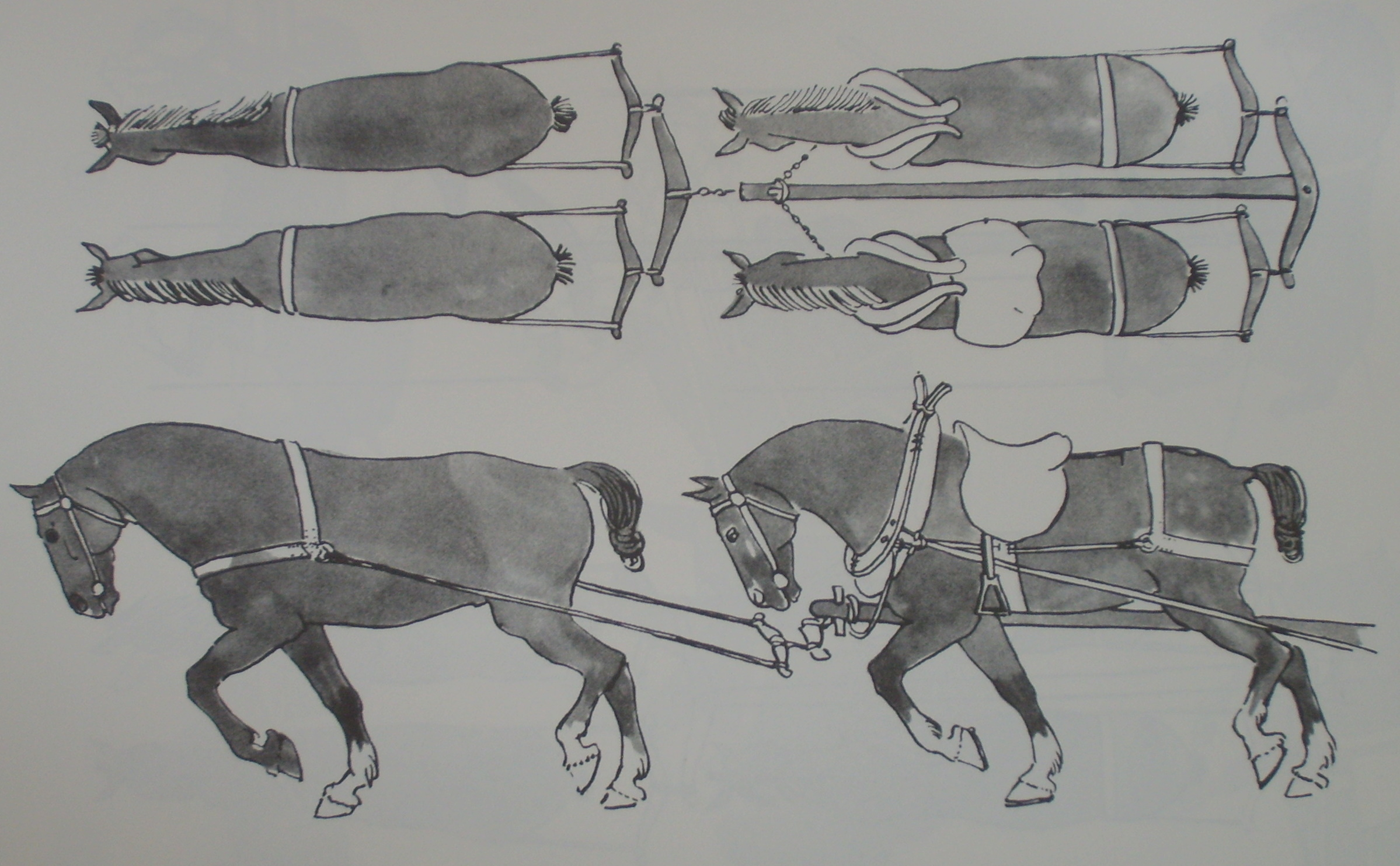
Схема середньовічного цугового запрягу: корінні коні тягнуть за посторонки, прикріплені до задньої стельваги, виносні — за посторонки стельваги, приєднаної до переднього кінця дишля. Видно сідло форейтора на одному з корінників, нашильники, що з'єднують дишель з хомутами. У виносних коней хомути замінені шорками.

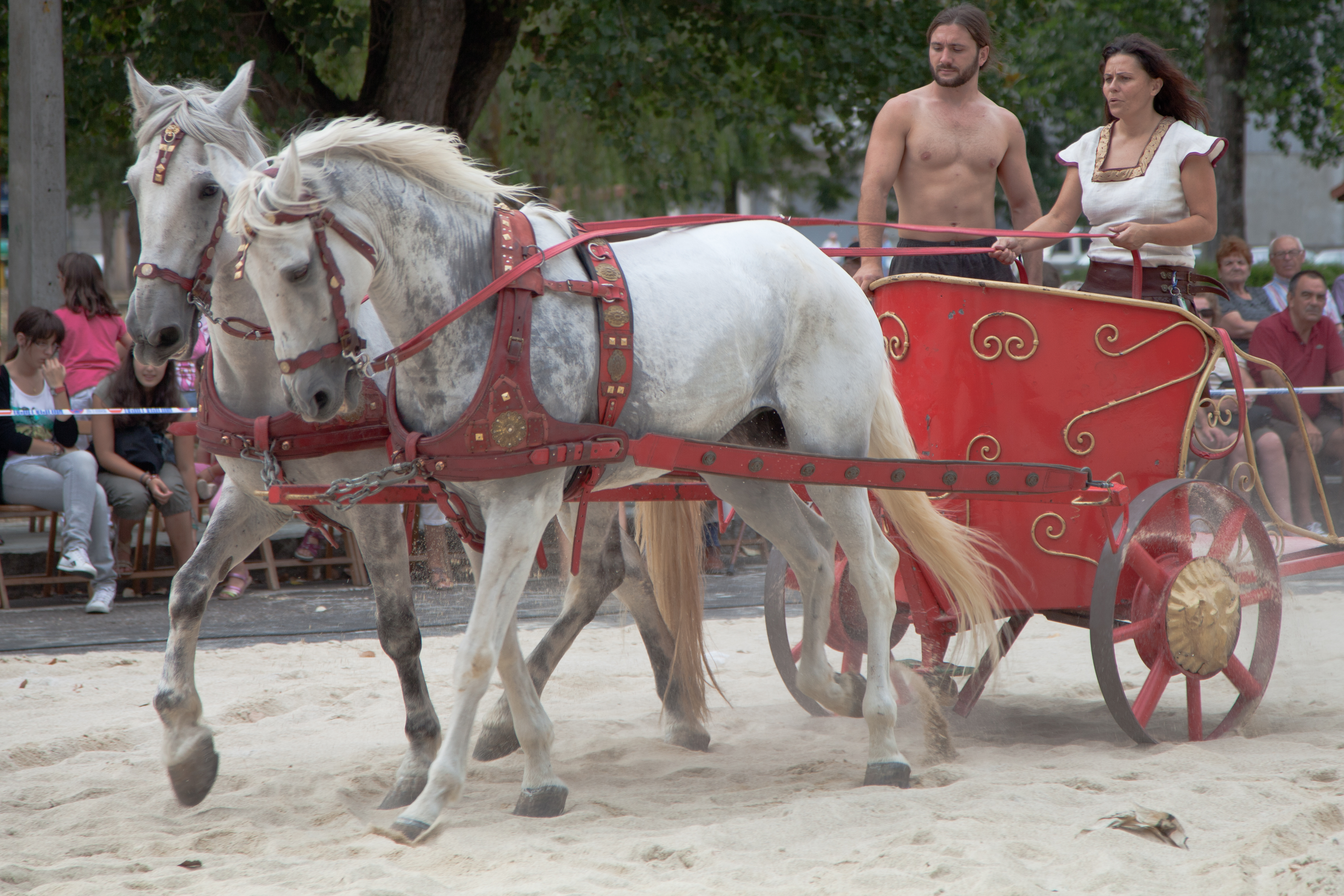
Реконструкція давньоримської біги. Замість хомута використовується шорка, до якої кріпляться посторонки і нашильники дишля.

- Ба́рок (о́рчик) — дерев'яний або залізний валок, до якого прикріплюють посторонки в упряжці. У запрягу з одним конем барок кріплять безпосередньо до повозу (плуга, борони). При парокінному запряганні до кінців стельваги кріплять два барки, при запряганні двома або чотирма кіньми три-чотири барки можуть прикріплятися до складеної стельваги (з головного бруса і двох крайніх). Термін «барок» уживався переважно на Лівобережній Україні[14].
- Борозе́нний — запряжений у парі кінь або віл, що під час оранки йде борозною.
- Виносни́й (передній) — при запряганні цугом передній кінь, не прикріплений нашильниками до дишла. Його посторонки кріпляться до виносної стельваги чи до посторонків коня з попередньої пари. На одному з виносних може сидіти форейтор.
- Ві́жки — прикріплені з обох боків до вуздечки довгі ремені, мотузи тощо, якими правлять кіньми.
- Війя́ — дишло у воловому запрягу.
- Вуздечка, вузда — ремені з вудилами, які надівають на голову коневі. До вуздечки кріплять віжки.
- Голо́бля (рідко огло́бля)[15] — одна з двох жердин, прикріплених кінцями до передньої частини воза, саней.
- Гуж — ремінь, яким прикріплюють голоблі до хомута, а також дугу при дуговому запрягу.
- Горта — у російському (голобельно-дуговому) запрягу ремінь, який з'єднує хомут зі шлеєю.
- Дишель, також ди́шло (від сер.-в.-нім. dihsel через пол. dyszel) — жердина для запрягання, одиночна голобля. У воловому запрягу зазвичай зоветься війя́, дишель плуга йменується гряді́ль.
- Дуга́ — частина кінської упряжі з зігнутого тонкого стовбура дерева, яка служить для прикріплення голобель до хомута.
- Заноза — дерев'яна або металева палиця, яку вставляють у край ярма у запрягу волів. Запобігає розпряганню під час роботи.
- Корінни́й, корінни́к — кінь, запряжений у голоблі (при наявності підпряжних), середній кінь у трійці; у дишельному запрягу корінними називають коней, прикріплених нашильниками до дишля.
- Нагру́дник — частина збруї, яка накладається на груди коневі. В упряжних коней нагрудник слугує для кріплення нашильника, який з'єднується з дишлем.
- Нао́чники (бліндери, шори) — бокові щитки на вуздечці, прикріплені біля очей коня для того, щоб він не лякався.
- Нари́тники або шлейка — частина збруї, що утримує хомут або шлею від сповзання на шию, наприклад, під час спуску з гори[16]. У російському (голобельно-дуговому) запрягу шлея складається з кількох ременів: 1) ободового (бічного), 2) поздовжнього, 3) 2 відкосних, 2-3 бічних, що з'єднують поздовжній з ободовим.
- Наши́льник — у дишельній упряжі з хомутом — широкий ремінь або ланцюг, що з'єднує корпус коня з дишлем. Він йде від переднього кінця дишля і кріпиться до хомута, шорки або до кільця, яке вільно переміщається по нагруднику.
- О́рчик — теж саме, що й барок. Термін «орчик» вживався переважно на Правобережній Україні[14].
- Оте́са (отоса, тяж) — пристрій із залізного прута, дроту, ременя або вірьовки, яким прикріплюють край голоблі до передньої осі для вирівнювання ходу екіпажа[17][18][19].
- Па́ра — запряг двома кіньми, при якому вони розташовані поруч, а також елемент запрягу цугом.
- Передови́й — те ж саме, що й виносний, передній кінь у запрягу.
- Передо́к — 1) Передня частина повозу з віссю і колесами; 2) Місце для кучера; 3) Передня частина плуга, борони та інших сільськогосподарських машин; 4) Колісний, зчеплений з лафетом візок, яким перевозять гармати (артилерійський передок).
- Підпряжни́й — у парному або трійковому запрягу кінь, якого підпрягають до корінного; в орному запрягу кінь, якого запрягають поруч з борозенним для підмоги.
- Підхві́стя — частина шлеї, що йде під хвостом коня[20].
- Підхому́тник — повстяна прокладка під хомутом[20].
- Підчере́вник — ремінець, що проходить під черевом коня від одної голоблі до другої.
- Попру́га — широкий ремінь, який затягують попід черевом коня, закріплюючи сіделко (при сідланні верхового коня — сідло).
- Посторо́нок — ремінь або мотузок, що з'єднує в упряжці хомут з орчиком (стельвагою).
- Пристяжни́й — те ж саме, що й підпряжний.
- П'ятери́к або «угорська пошта» — запряг п'ятьма кіньми: двома корінниками і трьома виносними у ряд.
- Сіде́лко, сіде́лка — частина упряжі у вигляді подушки, що підкладається під черезсіделок. Слугує для передавання зусилля на спину коня. У голобельно-посторонковому запрягу до неї можуть кріпитися вкорочені голоблі.
- Стельва́га або штельва́га — поперечний брус, що з'єднує повозку (плуг, борону) з упряжкою. Може бути простою (у вигляді бруса, прикріпленого у центрі до повозки) чи складеною (з головного бруса і двох додаткових по краях).
- Супо́ня — ремінь, який слугує для стягання кінців хомута.
- Танде́м — запряг двома кіньми, при якому вони розташовані цугом, один за одним.
- Тройка (трійка) — запряг трьох коней у ряд, з корінником у центрі і з підпряжними по боках. Зрідка використовувалася трійка цугом — з підпряжними попереду корінника. Європейські трійки відомі у двох варіантах: «арбалет» (корінник з виносною парою) і «єдиноріг» (пара корінних з одним виносним). Вони були зручнішими на вузьких вуличках середньовічних міст.
- Упряжка — кілька упряжних тварин (коней, волів, собак), запряжених разом.
- Форейтор (від нім. Vorreiter — «передній вершник») — верхівець на виносному (та/або корінному) коні у запрягу цугом (рідше у запрягу парою). За допомогою пари коротших поводів правив своїм конем, за допомогою пари довших — другим виносним.
- Хомут — шийна частина кінської упряжі, що являє собою дерев'яний остов (кліщі), вкритий м'яким валиком
- Цуг (запряг впростяж/впротяж/встяж) — запряг, у якому коні йдуть низкою (встяж), один за одним, чи парами, також одна за одною.
- Черезсіде́льник (черезсіде́лок) — ремінь, що проходить через сіделко від однієї голоблі до другої (або між посторонками), підтримуючи їх.
- Четвери́к (четві́рка) — запряг чотирма кіньми, розташованими у ряд чи цугом.
- Шестери́к (шестерня́, ші́стка) — запряг цугом з шістьох коней. Кучер правив зазвичай двома задніми парами коней, а передовими управляли форейтори.
- Шлея́ (шлейка) — 1) інша назва наритників; 2) інша назва шорки, що використовується замість хомута (також нагрудна шлейка).
- Шо́ри — 1) назва шорки із шлеєю та посторонками; 2) інша назва наочників.
- Шорка (нагрудна шле́йка) — широка смуга, сплетена з мотузків або вирізана з ременю. Обгортає груди коня попереду і слугує для кріплення посторонків у шорковому запрягу замість хомута.
- Ярмо́ — упряж для робочої великої рогатої худоби, зроблена з дерев'яних брусків, з'єднаних у вигляді рами, яку одягають на шию тварин і замикають занозами.

## Фразеологія
- Брати в шори — підкоряти своїй владі, волі, ставити в залежність від себе кого-небудь, а також вичитувати. Ходити в шорах — бути залежним від когось, коритися комусь
- Вдягнути вуздечку — приборкувати, позбавляти волелюбних настроїв
- Ви тільки за дугу, а він вже й на возі
- Віжка під хвіст попала — про невиправдані вередування, пустощі.
- Держати віжки в руках — мати владу, керівництво в своїх руках.
- Величатися (завеличатися, пишатися, запишатися) як порося на орчику — дуже величатися, пишатися.
- Голобельна критика (голобе́льщина) — надто груба, розтрощувальна критика, яка відзначає тільки негативне. Голобе́льник — той, хто грубо критикує
- Закон як дишло, куди повернеш — туди й вийшло — про несправедливий суд
- Знайдеться вуздечка — можна буде приборкати, привчити
- Знала кобила, нащо оглоблі била; тепер хоч хвостом вези!
- Запрягати в ярмо — поневолювати
- Надягати хомут — обтяжувати непосильним тягарем, працею кого-небудь
- Повертати голоблі — повертатися назад або звертатися до когось іншого
- Пристало, як свині наритники — про щось недоречне
- Узявся за гуж — не кажи, що не дуж — доводи до кінця почате
- У ярмо лізти — потрапляти в економічну залежність[21]

## Галерея

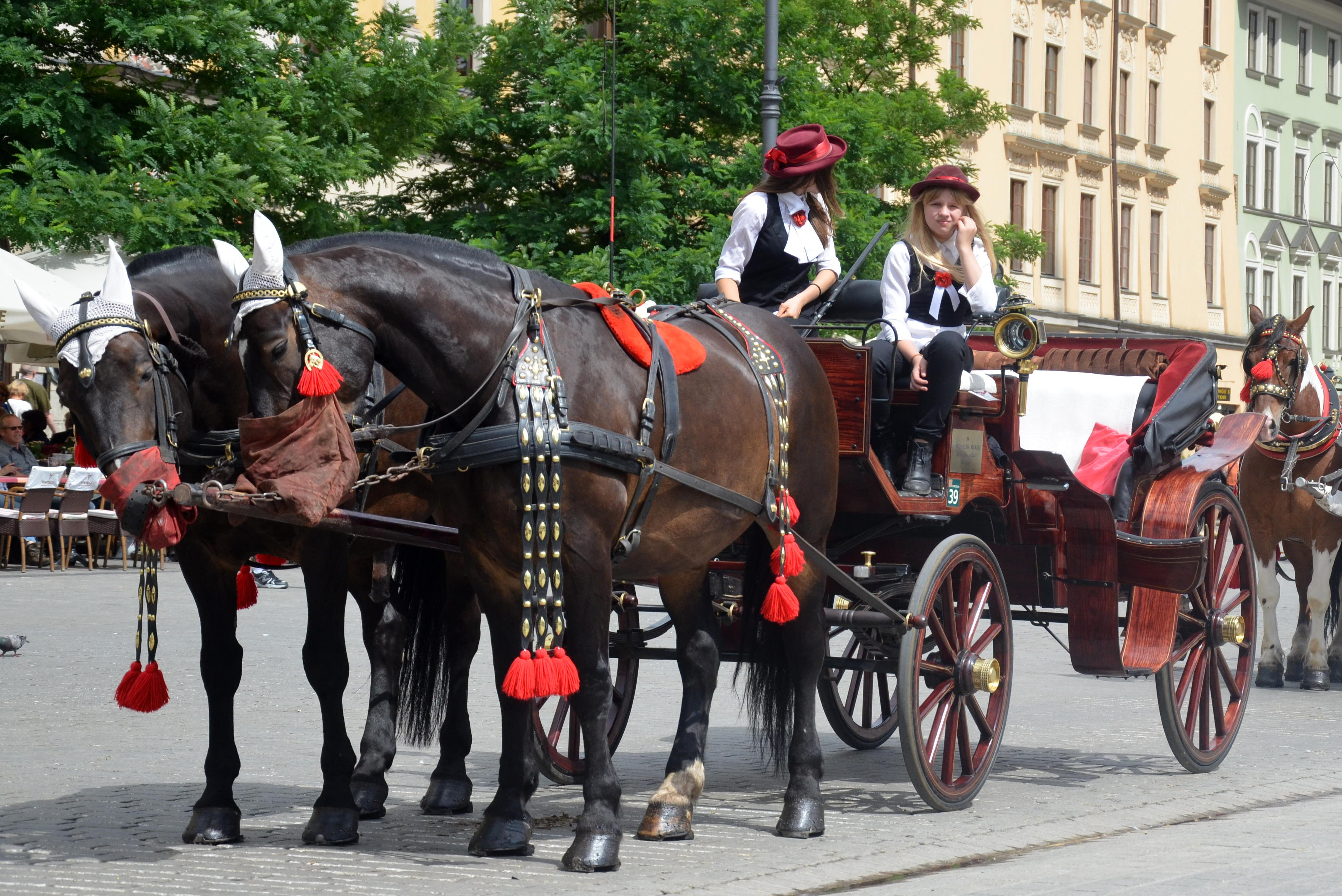
Посторонково-дишельний запряг. Попереду видно ланцюг-нашильник
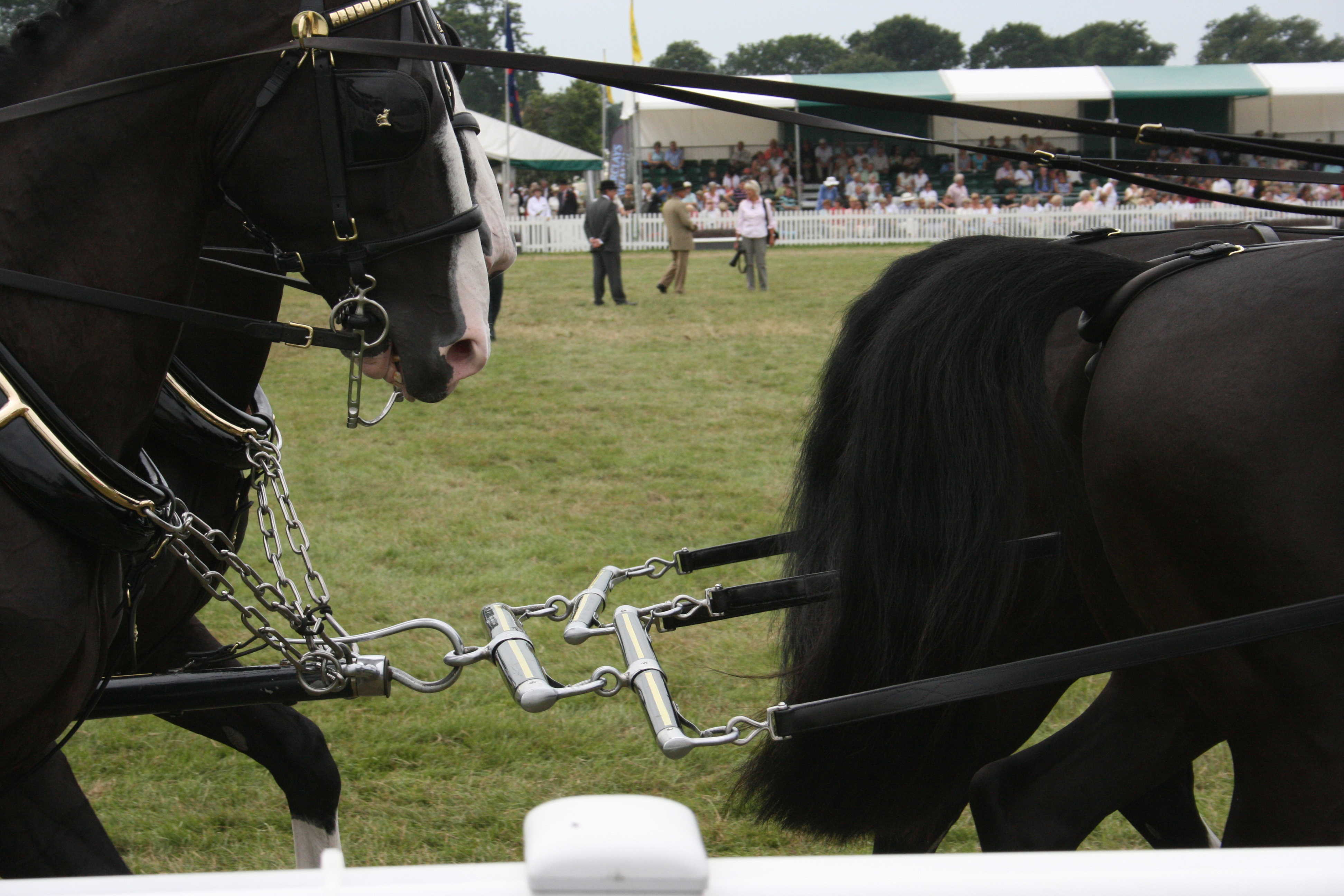
Стельвага виносних коней у запрягу цугом
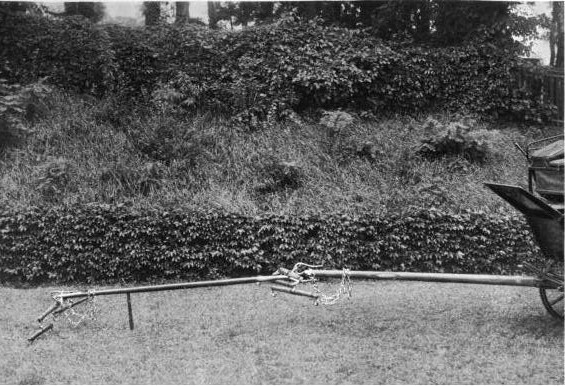
Дишло для запрягання цугом шестернею
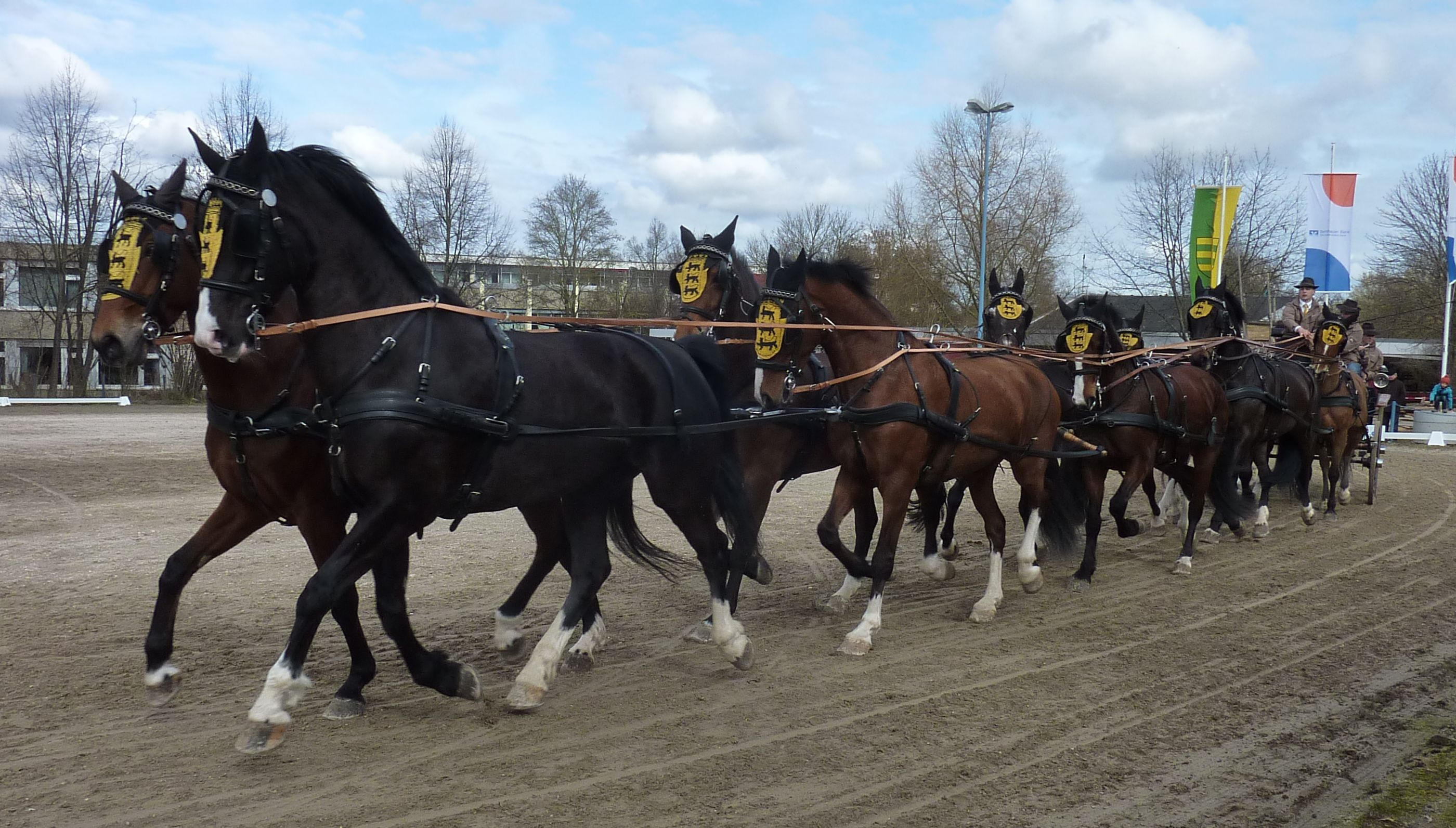
Запряжка цугом 5 пар коней
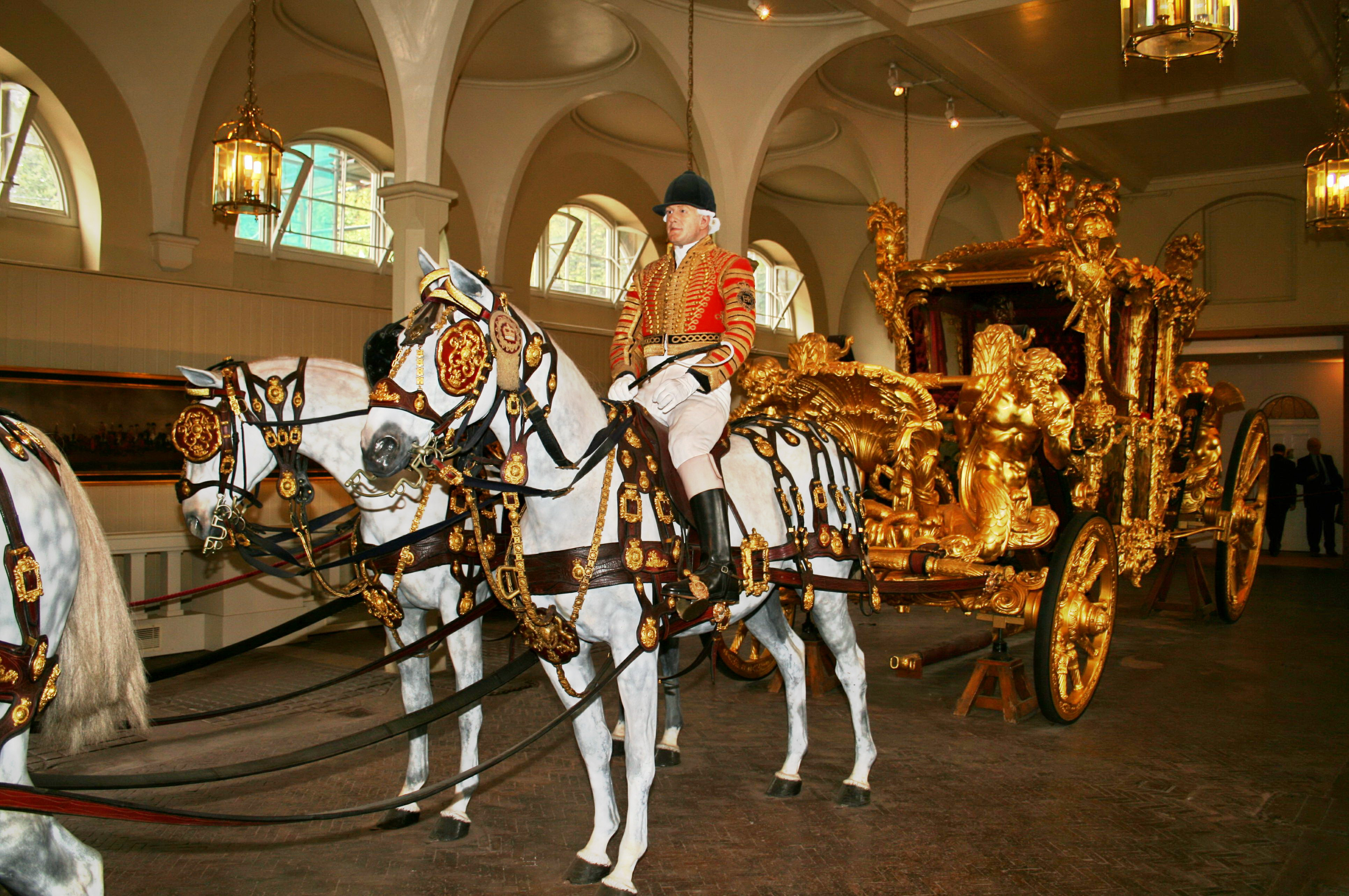
Форейтор на коріннику
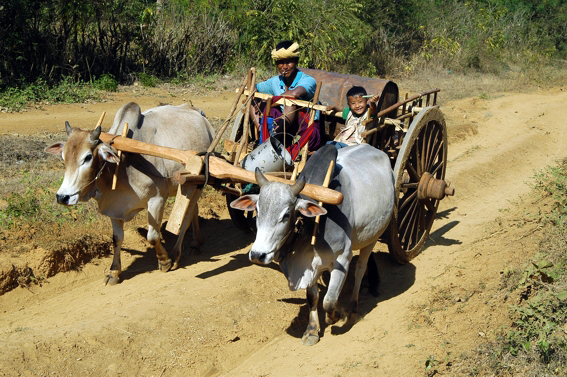
Запряг парним ярмом у М'янмі.
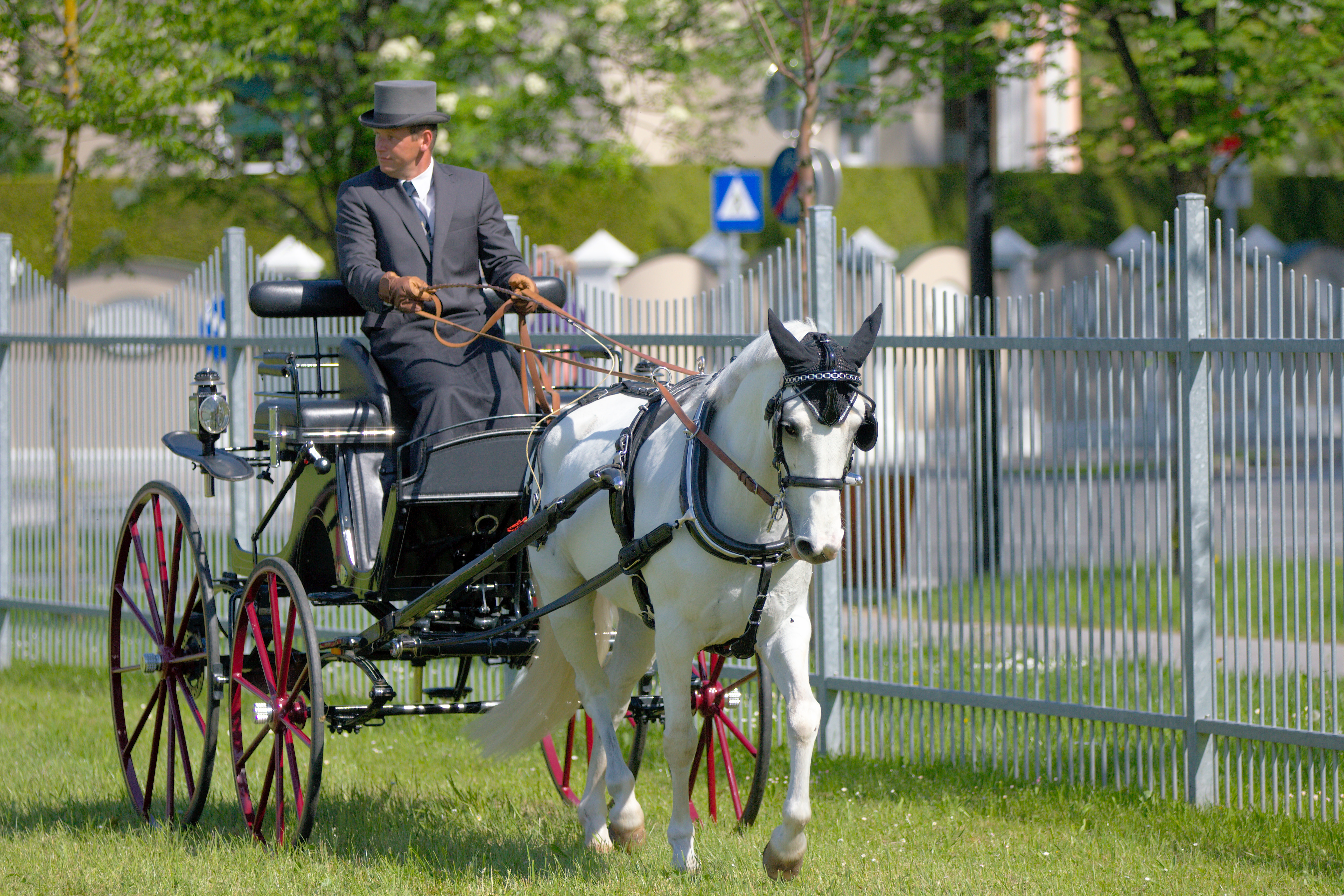
Голобельно-посторонковий (англійський) запряг, голоблі прикріплені до сіделка